# Flyleaf (альбом)
Flyleaf — дебютный студийный альбом американской рок-группы Flyleaf. Альбом был выпущен 4 октября 2005 года под лейблом Octone Records. 30 октября 2007 года было выпущено специальное издание, включающее дополнительные акустические треки и видеоклипы. 14 января 2008 года в Великобритании под лейблом Polydor Records было выпущено переиздание, включающее три дополнительных акустических трека.
На данном альбоме вокалистка группы Лейси Штурм помимо чистого голоса, периодически прибегала к использованию экстремального вокала. Лирика альбома посвящена таким темам, как христианство, любовь и смерть.
Альбом получил смешанные отзывы музыкальных критиков. При этом Flyleaf дебютировал под номером 88 в чарте Billboard 200 с продажами более 13 000 экземпляров за первую неделю, достигнув 57 позиции 17 сентября 2007 года. Суммарно альбом провёл в чарте 133 недели. Он также возглавил чарт Billboard Christian Albums и стал самым продаваемым альбомом христианской музыки 2000-х. Продажи альбома достигли 1 миллиона экземпляров, и он был сертифицирован RIAA как платиновый.

## Список композиций
| №   | Название        | Длительность |
| --- | --------------- | ------------ |
| 1.  | «I'm So Sick»   | 3:00         |
| 2.  | «Fully Alive»   | 2:47/2:34    |
| 3.  | «Perfect»       | 2:53         |
| 4.  | «Cassie»        | 3:05         |
| 5.  | «Sorrow»        | 2:50         |
| 6.  | «I'm Sorry»     | 2:47         |
| 7.  | «All Around Me» | 3:23         |
| 8.  | «Red Sam»       | 3:20         |
| 9.  | «There for You» | 2:54         |
| 10. | «Breathe Today» | 2:44         |
| 11. | «So I Thought»  | 4:50         |

| №   | Название            | Длительность |
| --- | ------------------- | ------------ |
| 12. | «Tina» (бонус-трек) | 2:34         |